# Se gli altri sparano... io che c'entro!?
Se gli altri sparano... io che c'entro!? (Je sais rien, mais je dirai tout) è un film francese del 1973 diretto da Pierre Richard.

## Trama
Pierre Gastié-Leroy è il figlio di un ricco direttore di una fabbrica di armi. Cresciuto in un ambiente agiato e fortemente conservatore, nonostante i genitori, due zii generosi e un padrino vescovo cerchino di inculcargli i rigidi valori del suo status, Pierre è un sognatore, antimilitarista, educatore sociale che desidera salvare i suoi figli dalla delinquenza. In seguito a diversi clamorosi fallimenti che lo hanno mandato in prigione, a Pierre viene ordinato dal padre di unirsi alla sua fabbrica per dirigerne i servizi sociali. Stanco della venalità del padre e delle sciocchezze dei figli, Pierre li assume in fabbrica. Qui si divertiranno a fare marachelle, eccessivamente zelanti nel convincere i supervisori ad aumentare i ritmi di lavoro, a denunciare i dirigenti sindacali, a combattere uno sciopero e infine a rubare 500 carri armati per venderli al mercato nero; una dimostrazione di nuovi missili telecomandati alla presenza del ministro della Difesa si trasforma in un fiasco. Ferito nel suo orgoglio, il padre Gastié-Leroy tiene a dimostrare l'affidabilità del suo prodotto puntando il fuoco contro la propria fabbrica.

## Analisi e incassi
La pellicola può essere interpretata come critica del mondo capitalista e borghese di allora denunciando, tra le numerose gag comiche, le catene di montaggio con annesso lo sfruttamento operaio, la collusione tra la Chiesa ed i grandi industriali, i metodi usati dai trafficanti d'armi per vendere più efficacemente i propri prodotti, tanto da venire etichettata come "commedia sociale".
Nonostante la trama a volte sconnessa, la critica ha apprezzato il film che ha incassato al botteghino circa 11 milioni di dollari dell'epoca.